# Scornage
Scornage ist eine in Aachen gegründete Thrash-Metal-Band. Der Bandname setzt sich aus dem englischen scorn (Verachtung) und age (Zeitalter) zusammen.

## Geschichte
Volker Rahn (Gitarre) und Markus Breuer (E-Bass) hatten zur Gründungszeit bereits mehrere Jahre Banderfahrung, da sie bereits in der Alsdorfer Band Graysten zusammen gespielt hatten. Im Jahr 1998 stießen dann schließlich Tom Freyer (Schlagzeug), Peter Povse (Gitarre) und Andy Thelen (Gesang) zur Besetzung.
Im Jahr 2000 veröffentlichte die Band in Eigenregie die Mini-CD Ascend, welche von der Untergrundszene gut aufgenommen wurde.
2001 tourte die Band mit den japanischen Chaos-Corelern „Terror Squad“ quer durch Deutschland und dem nahe gelegenen Ausland, wobei der bereits ausgestiegene Sänger Andy Thelen von Session-Sänger Christoph Fritz ersetzt wurde. Christoph Fritz sang auch die 2002 veröffentlichte Internet-EP Agression [sic] ein. Kurze Zeit später verließ auch Gründungsmitglied Peter Povse die Band.
Im Sommer 2002 stießen dann Achim Sankul (Gitarre), ein alter Weggefährte aus Graysten-Zeiten, und Guido Grawe (Gesang) zur Band.
2004 wurde der erste veritable Longplayer Sick of being Human veröffentlicht (Europa: MDD Records/Asien: World Chaos Prod.). Die „Metal Underground Madness Tour Part II“ führte die Band mit den japanischen Thrashern King´s Evil und den Aachener Grindern Cause of Divorce Herbst 2004 quer durch Europa.
2006 erschien das nächste Album Pure Motorized Instinct (Remedy Records/Soulfood). Im November desselben Jahres verließ Achim Sandkuhl aus familiären Gründen die Band und wurde durch Malte Höltken ersetzt. Im Anschluss absolvierten Scornage erneut eine Tour mit der aus Japan stammenden Band Terror Squad, wieder quer durch Deutschland und dem nahe gelegenen Ausland.
Im März 2008 stieg dann Malte Höltken aus der Band aus, um sich mehr seiner zweiten Band zu widmen und Tom Bronneberg besetzte von nun an die zweite Gitarre.
Scornage ist auch Initiator des „Mosh it up“-Festivals, das jährlich im Musikbunker in Aachen stattfindet.
Das Album Born to murder the World ist am 20. März 2009 erschienen.
Des Weiteren veröffentlichte die Band Ende 2008 die DVD Decade of Scorn, welche sowohl den Jubiläumsauftritt vom April 2008 als auch unveröffentlichtes Backstagematerial beinhaltet.
Das aktuelle Album Refearance (Massacre Records/Soulfood) wurde am 24. August 2012 veröffentlicht.

## Diskografie
- 2000: Ascend (Mini-CD)
- 2002: Agression [sic] (Internet-EP)
- 2004: Sick of Being Human (CD)
- 2006: Pure Motorized Instinct (CD)
- 2008: Decade of Scorn (DVD)
- 2009: Born to Murder the World (CD)
- 2012: ReaFEARance (CD)